# Лалэйн, Джек
Франсуа Анри «Джек» Лалэйн (англ. Francois Henri «Jack» LaLanne; 26 сентября 1914 — 23 января 2011) — американский диетолог, натуропат, деятель альтернативной медицины, пропагандист здорового образа жизни, бизнесмен, шоумен. Вёл собственное шоу на телевидении на тему здоровья с 1951 по 1985 годы. У него есть звезда в Зале Славы Калифорнии и в Голливудском Зале Славы.

## Ранние годы
Лалэйн родился в Сан-Франциско, штат Калифорния. Его родители были иммигрантами из Олорон-Сент-Мари на юго-западе Франции. У Лалэйна был старший брат, Норман (1908—2005), который и дал ему прозвище «Джек».
Лалэйн писал, что в детстве он был буквально помешан на еде с высоким содержанием сахара и фастфуде. Он нападал на своего брата, пытался покончить жизнь самоубийством, попытались сжечь дом своих родителей. Джек позже говорил о себе: «несчастный проклятый ребёнок … Это было похоже на ад.» В возрасте 15 лет он услышал лекцию проповедника здоровой пищи Поля Брегга о здоровом питании. Лекция Брэгга оказала мощное влияние на Джека, который решил сосредоточиться на своей диете и физических упражнениях. Он изучил анатомию человеческого тела и сосредоточился на бодибилдинге и тяжёлой атлетике.
Лалэйн обвинил чрезмерно обработанные пищевые продукты в том, что они являются причиной многих проблем со здоровьем. Он выступал главным образом за вегетарианскую диету, которая включала в себя рыбу.

## Карьера в фитнесе
После окончания школы он поступил на вечернее обучение в колледж в Сан-Франциско и получил диплом массажиста. В 1936 году он открыл свой собственный тренажёрный зал в Окленде (штат Калифорния). Он изобрёл несколько тренажёров и поощрял женщин заниматься поднятием тяжестей, хотя тогда считалось, что это плохо действует на женскую фигуру. К 1980 году сеть расширилась до более чем 200 клубов. Джек продал её компании Bally, и сейчас они известны как «Bally Total Fitness». Джек продолжал поднимать тяжести до самой смерти.
В 1951 году Джек Лалэйн появился в собственном фитнес-шоу на местном телеканале, а с 1959 году — начал вести шоу на национальном телевидении. Это шоу продолжало выходить на телевидении вплоть до середины 1980-х. Помимо этого Лалэйн продавал книги и видеопрограммы по фитнесу.
Среди спортивных достижений Лаэйна можно отметить следующие: в шестьдесят и потом в семьдесят лет он проплывал несколько миль, буксируя лодки весом в сотни килограммов.